# Pheidologeton affinis
Pheidologeton affinis é uma espécie de formiga do gênero Pheidologeton, pertencente à subfamília Myrmicinae.